# Нюрнбергски закони
Нюрнбергските закони са няколко поредни закона срещу евреите в Германия, изготвени от Вилхелм Щукарт и оповестени на 7-ия конгрес на НСДАП в Нюрнберг, проведен между 9 и 16 септември 1935 г. 
Най-важният от тези закони е Законът за защита на германската кръв и на германската чест от 15 септември 1935 г., който забранява бракосъчетанията между арийци и евреи. Арийският произход става условие за заемане на държавни длъжности в изпълнение на програмата на НСДАП. Райхзаконът признава гражданството на Reichsbürger – граждани с чиста арийска кръв, а на Sttatsangehörige – статут на евреите като поданици на държавата.Нюрнбергските закони били антисемитски и расови закони в Нацистка Германия. Те били основани от събранието Райхстаг на 15 септември 1935 година на специално събрание на Нацистката партия. Двата нормативни акта били: законът за защита на германската кръв и законът за защита на германската чест, в които се забранява бракът и извънбрачните полови сношения между евреи и немци. Както и наемането на работа на немски жени под 45 годишна възраст в еврейски къщи или домакинства. Допълнителен указ, очертаващ определението на кой по точно е евреин, влиза в сила на 14 ноември 1935 година. На 26 ноември законите биват разширени и включват циганите и негрите. В това разширение те обобщават и определят циганите като врагове на основната раса, също както и евреите. От загриженост за външната политика на Германия двата закона влизат в пълна сила само след края на Олимпийските игри в Берлин през 1936 година.
Книги, писани от евреи, били изгаряни, имало е системен тормоз, насилствени атаки и били активно потиснати. Евреите били лишени от техните граждански и човешки права и скоро след това напълно премахнати от Немското общество. Нюрнбергските закони имат съсипващо икономично и социално въздействие към еврейската общност. Хора са осъдени за нарушаване на законите за бракосъчетание, те били вкарвани в затвора и след, като излежавали присъдите си били арестувани отново и пратени в концлагерите. Всички, които не били евреи, спрели всякакъв контакт с тях, дори не влизали в техните магазини, които били затворени, поради липса на клиенти. Евреите дори нямали право да работят в публична длъжност като медицина или образователна дейност. Емиграцията също била проблем за тях, защото те били длъжни да оставят 90% от тяхното богатство под форма на такса при напускане на държавата. От 1938 година било почти невъзможно за някои евреи за емигрират, защото никоя друга държава не би ги приела.
Националната социалистическа германска работническа партия (НСДАП) е била една от няколкото политически крайно десни партии, все още активни след края на Първата световна война. Партийната платформа включвала премахването на Ваймарската република, отхвърлянето на радикалния антисемитизъм и анти болшевизма. Те обещали, че Централното правителство ще увеличи местообитанието за германския народ, формирането на национална общност, въз основа на раса, расово очистване чрез активно потискане на евреите, които били лишени от гражданство и граждански права.

## Националната социалистическа немска работническа партия (НСНРП)
Дискриминацията срещу евреите нараства след като Националната социалистическа германска работническа партия (НСДАП) влиза в сила, вследствие на едномесечна серия от атаки на членове на Щурмабтайлунг срещу еврейския бизнес. От 1933 година много хора, които не са членове на Националната социалистическа германска работническа партия (НСДАП), се застъпиха за сегрегацията на евреи от останалото немско общество. Закон за реставрация на професионалната публична служба приет на 7 април 1933 година, принуждава всички ‘’неарийци’’ да се пенсионират от юридическата и държавна служба. Подобно законодателство скоро лишава евреите от правото им да практикуват. Като мотивационна сила да премахнат еврейското влияние на културния живот, членове от Националната социалистическа германска работническа партия (НСДАП) премахва от библиотеките всички книги, разглеждани като анти германски, които на 10 май били горени в цялата страна. Насилие и икономически натиск били използвани в режима за насърчаване на евреите за доброволно напускане на страната. Много градове публикували знаци, които забранявали достъпа до града. През 1933 – 1934 година еврейските бизнеси били забранени да навлизат на пазара, била забранена рекламацията им във вестниците, били лишавани от правителствани договори.

### Закон за борба с циганите
Централният офис за борба с циганите е бил основат през 1929 година. През декември Хенрих Химлер издава заповед за борба с циганската напаст. Последовател на тази идея е Робърт Ритер от отдел расова хигиена и популационен отдел от Министерството на здравето. Доктор Зиндел от Министерството на вътрешността подготвя проект за Райхстага ‘’цигански закон’’, чрез него той изразява подкрепа към Нюрнбегските закони. Според Зиндел ‘’циганският проблем’’ не може да се оправи чрез принудително изселване или затвор в границите на Германия. Той предлага да се идентифицират и регистрират всички роми, след което да се стерилизират и депортират.

### Еврейският проблем
Разочаровани с неизпълнените обещания от Националната социалистическа германска работническа партия (НСДАП) да премахнат евреите от немското общество, членовете на Стармбатейлгунгът нетърпеливо искали да изтръгнат еврейското общество от немското. Гестаповският доклад от 1935 година доказва, че ранка и досието от Националната социалистическа германска работническа партия (НСДАП) ще приведат в движение план за еврейския проблем, които правителството трябва да следва. Побоища, вандализъм и бойкот срещу евреите, което Немското правителство беше стопирало през 1934 година, се засилва отново през 1935 година чрез пропагандираща кампания, одобрена от най-висшите служители на правителството. Повечето непратийни членове игнорирали бойкота и били против насилието над евреи, поради страх за своята безопасност. Вътрешният министър, Вилхелм Фрицк, оповествява на 25 юли 1935 година закон, забраняващ брака между евреи и неевреи. Кратко след това е одобрен и се препоръчва регистрите да избягват лицензи за такива бракове за момента. Доктор Ялмар Шахт, министър на икономиката и президент на Райхсбанк, критикува насилственото поведение на Стармбатейлгунгът, поради негативните последствия върху икономиката. Насилието, също така, има негативно последствие върху немската репутация в глобалните среди. Поради тези причини Хитлер заповядва да се спрат индивидуалните действия срещу евреи в Германия на 8 август 1935 година, Вилхелм Фрицк заплашва с правни действия срещу членове на партията, които игнорират тази заповед. През перспективата на Хитлер е много важно бързо да се измисли нов антисемитски закон, за да успокои създалата се обстановка в Националната социалистическа германска работническа партия (НСДАП), които продължават да се опитват да премахнат евреите от немското общество чрез насилие. Състояла се конференция на министри на 20 август 1935 година, за да дискутират тези въпроси. Хитлер се противопоставил на методите на насилие, поради негативните аспекти, които носели на икономиката и твърдял, че тези проблеми трябва да се установят чрез закони. Фокусът на новите закони за бракосъчетание бил за спиране на расово оскверняване, премахване на евреите от тяхното германско гражданство и закони лишаващи евреите от свободно участие в икономиката.

### Събитията в Нюрнберг
Седмият годишен парад на Нацистката партия се провежда в Нюрнберг от 10 – 16 септември 1935 година, той е единственият, включващ Райхстага, който не се провежда в Берлин през национал-социалистическия режим. Хитлер решава, че този парад е добра възможност да представи дълго чаканите антиеврейски закони. В реч на 12 септември водещият нацистки физик Герхард Вагнер оповестява, че държавата скоро ще представи закон за защита на немската кръв. На следващия ден Хитлер призовава Райхстага да се съберат на заседание в Нюрнберг на 15 септември, предпоследният ден на парада. Двама министри от вътрешните работи, Франц Албертцхт Медицум и Бернхард Лосенер, били призовани да се явят в Нюрнберг и им било възложено да създадат чернова на законите за бракосъчетание между евреи и неевреи за един ден. Хитлер намерил кръвните закони за твърде снизходителни, около 12 часа след полунощ Вилхелм Фрицк донесъл 4 нови чернови, които се различават само по суровостта на наказанието, което налагали. Хитлер избрал най-снизходителната версия, но оставил бегла дефиниция за това кой е евреин. Пропагандният министър Йосеф Гьобелс, чрез радио излъчване, оповестил законите накратко и заповядал на германската медия да не ги споменава, докато не се намери решение как тези закони ще се изпълнят.

### Тест на законите
Двата Нюрнбергски закона единодушно били приети от Райхстага на 15 септември 1935 година. Законът за защита на германската кръв и чест забранявали бракосъчетания и извънбрачен секс между евреи и германци и също забранявали назначаването на германски жени под 45 годишна възраст в еврейските домакинства. Законът за германското гражданство обявява, че само тези от германско или сродно потекло били годни за него, останалите били класифицирани като държавни обекти без граждански права. Тези закони ефективно лишавали евреите и циганите от тяхното законно и гражданско право. В следващите години 13 допълнителни закона били добавени, още маргинализирани с цел изолиране на еврейското общество от Германия. За пример, на еврейските семейства не им било позволено да подават искания за помощи за големи семейства и им било забранявано да имат всякакви бизнес отношения с арийци.

### Последици от законите за германското общество
Докато министерството на вътрешните работи и Националната социалистическа германска работническа партия (НСДАП) се съгласиха, че лицата с три или повече еврейски баби и дядовци ще бъдат класифицирани като евреи, а тези, които само с един не биха, се появи дебат относно статута на лица с двама еврейски баби и дядовци. Националната социалистическа германска работническа партия (НСДАП), особено нейните по-радикални елементи, искаше законите да се прилагат към Mischlinge както на първата, така и на втората степен. По тази причина Хитлер продължава да се задържа и не взема решение до началото на ноември 1935 г. Неговото окончателно решение е, че лица с три еврейски баби и дядовци са класифицирани като евреи; тези с два еврейски прародители биха били считани за евреи само ако са практикували вярата или са имали еврейски съпруг. Допълнителният указ, очертаващ определението за евреин, беше приет на 14 ноември, а на тази дата влезе в сила Законът за гражданството на Райха. Евреите вече не са германски граждани и нямат право на глас. На евреите и циганите не е било разрешено да гласуват в изборите в Райхстага или в анхлуса. Държавните служители, на които беше предоставено освобождаване от Закона за възстановяването на професионалната държавна служба поради статута им на ветерани от войната, бяха принудени да напуснат работата си на тази дата. Допълнителен указ, издаден на 21 декември, разпорежда уволнението на еврейски ветерани от други държавно регулирани професии като медицината и образованието. Докато предложението на Фрик, че един трибунал за гражданство, пред който всеки германец ще трябва да докаже, че са арийски, не е бил действал, доказването на расовото наследство е станало необходима част от ежедневието. Неправителствените работодатели са упълномощени да включат в устава си арийски параграф, с изключение на случаите, в които не е имало работа нито с Mischlinge, нито с евреите. Проучването на арийския произход е постигнато чрез получаване на арийски сертификат. Една от формите е придобиването на Ahnenpass, което би могло да се получи чрез предоставяне на удостоверения за раждане или кръщение, които всички четири баби и дядовци са от арийски произход. Аненпас може да бъде придобит и от граждани на други страни, стига те да са от „Немска или сродна кръв“. Съгласно Закона за защита на германската кръвна и германска чест (15 септември 1935 г.) браковете били забранени между евреи и германци; между Мишлинг от първата степен и германците; между евреите и Mischlinge от втората степен; и между двама „Мишлинг“ от втора степен. На грешниците от първа степен е било разрешено да се ожени за евреи, но отсега нататък те биха били класифицирани като евреи. Всички бракове, извършени между половин евреи и германци, изискват одобрението на Комитет за защита на германската кръв. Бяха издадени няколко такива разрешения. Допълнителен указ, издаден на 26 ноември 1935 г., удължи закона на „циганите, негрите и техните копелета“.
Лицата, заподозрени в сексуални отношения с не-арийци, са обвинени в расово обезпаразитяване и са се опитали в редовните съдилища. Доказателствата, предоставени на Гестапо за такива случаи, до голяма степен бяха предоставени от обикновени граждани като съседи, колеги или други информатори. Лицата, обвинени в равнодушие, бяха публично унижени, като се устремиха по улиците с плакат около гърдите им, описвайки тяхното престъпление. Онези, които са осъдени, обикновено са осъдени на лишаване от свобода и (след 8 март 1938 г.) при изпълнението на техните присъди бяха арестувани от Гестапо и изпратени в нацистки концентрационни лагери. Тъй като законът не разреши смъртното наказание за расово помрачение, в някои случаи бяха свикани специални съдилища, които да позволят смъртното наказание. От края на 1935 г. до 1940 г. 1911 души са осъдени за Расенсчанде. С течение на времето законът беше разширен, така че да включва и несексуални форми на физически контакт, като поздравяване на някой с целувка или прегръдка. В по-голямата си част германците приемат Нюрнбергските закони, отчасти защото нацистката пропаганда успешно променя общественото мнение към общото убеждение, че евреите са отделна раса, но също така, че да се противопоставят на режима означава да се оставиш настрана от тормоз или арест от Гестапо. Гражданите бяха облекчени, че антисемитското насилие престана след приемането на законите. Не-евреите постепенно престанаха да общуват с евреи или да пазаруват в еврейски магазини. Търговците на едро, които продължават да обслужват еврейски търговци, са марширували по улиците с плакати около вратовете, които ги обявявали за предатели. Комунистическата партия и някои елементи на католическата църква критикували законите. Загрижени от това, че международното мнение би се отразило неблагоприятно от новите закони, Министерството на вътрешните работи не ги прилагаше активно до края на летните олимпийски игри през 1936 г., проведени в Берлин през август. Мюсюлманското министерство изчислява, че от април 1935 г. са имали 750 000 души. (Изследванията, извършени след войната, приблизително 200 000 души). Тъй като евреите стават все по-изключени от германското общество, те организират социални събития, училища и дейности. Икономическите проблеми не бяха толкова лесно решени - много еврейски фирми излязоха от бизнеса поради липса на клиенти. Това беше част от текущия процес на арианизация (прехвърлянето на еврейски фирми на нееврейски собственици, обикновено на цени, далеч под пазарната стойност), които режимът започна през 1933 г., което се засили след приемането на Нюрнбергския закон. богатите собственици на предприятия са били принудени да работят в незначителни работни места, за да подкрепят семействата си, а мнозина не са успели да си намерят работа. Въпреки че декларираната цел на нацистите е, че всички евреи трябва да напуснат страната, емиграцията е проблематична, тъй като от евреите се изисква да прехвърлят до 90% от богатството си като данък при напускане на страната. Всеки, който е уловил прехвърлянето на парите си в чужбина, беше осъден на продължителни срокове в затвора като „икономически саботьори“. По изключение бяха изпратени пари в Палестина съгласно условията на споразумението „Хавара“, според което евреите биха могли да прехвърлят част от активите си и да емигрират в тази страна. Около 52 000 евреи са емигрирали в Палестина при условията на това споразумение между 1933 и 1939 г. В началото на Втората световна война през 1939 г. около 250 000 от 437 000 германски евреи са емигрирали в Съединените щати, Палестина, Великобритания и други държави. През 1938 г. е било почти невъзможно потенциалните еврейски емигранти да намерят държава, Вземи ги. След арабското въстание в периода 1936 – 39 г. британците не бяха склонни да приемат повече евреи в Палестина, за да се страхуват, че това допълнително ще дестабилизира региона. Националистическите и ксенофобските хора в други държави оказват натиск върху правителствата си да не приемат вълни еврейски имигранти, особено бедните. Планът на Мадагаскар, предложено масово депортиране на европейските евреи в Мадагаскар, се оказа невъзможно да се извърши. 1941 германското правителство започна масовото унищожение на евреите в Европа. Общият брой евреи, убити по време на получения холокост, се оценява на 5,5 до 6 милиона души. Оценките за смъртността на романистите в Porajmos варират от 150 000 до 1 500 000.
- Графика от 1935 г. показва расовите класификации по нормите на Нюрнберг: немски, мишлингски и еврейски
- Закон за защита на германската кръвна и германска чест
- Закон за гражданството на Райх